# Eremo di Nostra Signora della Solitudine
L'Eremo di Nostra Signora della Solitudine (in spagnolo: Ermita de Nuestra Señora de la Soledad) è un edificio religioso di Madrid, situato nel distretto di Barajas e dedicato alla sua santa patrona.

## Localizzazione
L'edificio si trova nella periferia sud dell'abitato di Barajas, nel punto più occidentale del quartiere Aeropuerto e quindi al confine con il quartiere del Casco Histórico de Barajas. La sua particolarità è quella di trovarsi all'interno di una rotatoria stradale: infatti, si trova nel punto di intersezione tra Avenida de Logroño e Calle Ariadna, quest'ultima classificata come autostrada urbana M-11.

## Storia
L'eremo venne edificato nel corso del XVII secolo come parte della vasta rete di cappelle, eremi e humilladeros che punteggiavano la Castiglia tra '600 e '700. La sua costruzione avvenne con lo stile "rurale" degli edifici religiosi del territorio, in contrasto con il carattere più "urbano" delle chiese più moderne, come la Chiesa di San Pietro Apostolo nella Plaza Mayor di Barajas.
Il successivo sviluppo urbanistico della città e dell'intero territorio madrileno, portarono l'edificio dall'essere un eremo solitario ad una chiesetta alle porte di Barajas, che venne definitivamente inglobato nel comune di Madrid nel 1949. Precedentemente venne saccheggiato nel corso della Guerra civile spagnola.
Nel 1995 venne varato un nuovo piano urbanistico municipale, il cui obiettivo era quello di creare un collegamento rapido tra l'adiacente aeroporto e Plaza de Castilla. Nella revisione delle infrastrutture viarie a sud di Barajas, l'eremo si ritrovò alla congiunzione tra Avenida de Logroño e Calle Ariadna, quest'ultima a carattere autostradale. Tra le varie ipotesi prese in considerazione dagli ingegneri ci fu anche quella di smontare il tempio per ricostruirlo in un'altra posizione, ma alle fine venne scelto di scavare un tunnel sottostante per il collegamento di Calle Ariadna, mentre Avenida de Logroño supera la chiesa aggirandola e richiudendola all'interno della rotatoria.
L'ampia rotonda stradale ha preservato un appezzamento di terreno nei pressi dell'eremo, che viene periodicamente curato e vede la presenza di alberi, lampioni per l'illuminazione e panchine per il ristoro. Ristrutturata anche grazie al contributo degli abitanti di Barajas, la chiesa ha riaperto al pubblico nel 2003. È raggiungibile a piedi dal centro abitato o scendendo alla fermata " Glorieda Ermita Virgen Soledad - Ariadna" dell'autobus urbano EMT.

## Descrizione
La struttura dell'eremo è composta da quattro corpi allineati e ben delimitati: portico d'accesso, navata, santuario e abitazione annessa alla testata. L'interno è sormontato da una volta a botte e da una cupola sul transetto. Le pareti esterne sono composte da muratura in laterizio, rinforzate con contrafforti nel corpo centrale. Più recente è invece la struttura del portico d'accesso.
All'interno dell'edificio è presente una pala d'altare in stile barocco, molto frequente negli edifici religiosi di Madrid costruiti nel XVII secolo. Si compone di un basamento e due "porte" laterali, un banco e un corpo principale suddiviso in tre vie, il tutto sormontato da un attico a forma di conchiglia che si eleva all'inizio della cupola. Ogni porta contiene una nicchia con sculture a busto rotondo; esse raffigurano, al centro, la Virgen de la Soledad e, ai lati, Gesù di Nazareth e Rita da Cascia.